# Quentin Quire
Quentin Quire egy kitalált szereplő a Marvel Comics képregényekben. Omega szintű mutáns és a Xavier Intézet egyik diákja, úgy is ismert mint Kid Omega vagy a Zöld Főnix. Első megjelenése New X-Men #122-ik száma (2002. március), habár nem volt megnevezve egészen a New X-Men #134-ik számáig (2003. január). Megalkotói Grant Morrison és Frank Quitely.

## Története

### A Xavier iskola
Quentin Xavier professzornak a genoshai háborúból való visszatérése után csatlakozott a mutánsok különleges iskolájához és segített újjáépíteni a birtokot. Hamar kitűnt a diákok közül ragyogó intelligenciájával, Xavier éltanulója lett. Jean Greynek is megbecsült diákja és pártfogoltja volt. Rendszeresen és céltudatosan edzette magát, hogy minél jobban kontrollálja a képességeit, habár sosem írták körbe azokat pontosan, azonkívül, hogy Quentin erős telepata. A Stepfordi Kakukkok leírása szerint "látó-elméje van", de nem volt prekognitív képességekre korlátozva.
Quentin gyakran töltötte szabadidejét Glob Herman-nal, a teljesen átlátszó bőrű mutánssal és fülig beleesett Sophie-ba, a Stepfordi Kakukkok néven ismert mutáns ötös ikrek egyikébe. A Kakukkok azonban egy emberként utasították el Quentint nem okolva meg a döntést, Emma Frost a viselkedésüket pusztán kamasz, iskolai rivalizálásnak tekintette.

### Az Omega gang
A születésnapján Quentin szülei elmondták neki, hogy adoptálták, majd a tudomására jutott Jumbo Carnation halálhíre, akit a pletykák szerint mutánsellenes fajvédők vertek agyon. Ezek a hírek még jobban megingatta a fiatalember lelki egyensúlyát, bement a városba és levágatta a haját, olyan frizurát készíttetve, ami erősen emlékeztetett a mutáns veszély fenyegető illusztrációjára. A képet még Bolivar Trask egyik publikációjában hozták le az újságok, aznap mikor Quentin a világra jött.
A fiú aztán vitába szállt az iskola politikájával és érdemeivel Xavier álláspontjával szemben.
Ön folyton arra bízta minket, hogy álmodjunk; vajon mit gondolna, ha olyan álmunk lenne, ami nem nyerné el a tetszését?
Quentint követte pár hasonlóan gondolkodó diák, akikkel együtt megalapították az Omega Gang nevű bandát. A fiú arra biztatta társait, hogy adagolják túl a Kick nevű mutáns drogot. Leszólítottak egy csapat embert egy sikátorban akiket megöltek, vagy megcsonkítottak. Mikor Glob Herman megkérdezte, hogy mi történt Quentin áldozatával, ő azt felelte, hogy "belefaragta" a nevét az ember elméjébe.
Quentin és a csapata elment egy mutáns tetoválóhoz és megjelölték mindnyájuk karját egy X felett elhelyezkedő Omega szimbólummal. Az Omega-banda lesből rátámadt Xavier professzorra és leütötték egy baseball ütővel. A fejére egy képességeit gátló sisakot húztak, amit Quentin Magnetónak az interneten talált tervei alapján készített el.
A rákövetkező reggelen nyílt nap lett volna a szülőknek és a médiának, mikor is Quentin kihirdette a közönséges emberekre a vadászidényt és kirobbantotta a mutáns fiatalok lázadását.

### A lázadás
Sok diák csatlakozott még Quentinhez, hogy Xavier ellen tiltakozzon, de Küklopsz, Emma Frost és Xorn leverték őket. Azonban X professzor még mindig Quentin fogságában volt. A Stepfordi Kakukkok Sophie vezetésével a Cerebro és egy adag Kick segítségével felerősítették megosztott erejüket és megütköztek Quentinnel. A fiú testét kiégette a saját telepatikus energiája, a harcot követően állapotát Henry McCoy próbálta stabilizálni. Megállapította, hogy a drog folytonos túladagolásai egy másodlagos mutációt okoztak, ami az agyat fénynél is gyorsabb energiává alakította, miközben a bolygón minden élő lénynel egyidejűleg, állandó telepatikus kapcsolatba hozta Quentint.
Xavier sisakját Xorn nyitotta ki és tette ezzel a professzort ismét szabaddá. Quire utolsó szavaival a "belső ellenséget" emlegette. A célzásnak két lehetséges értelmezése van: az egyik Xorn, akiről később kiderült, hogy a mégis életben levő Magneto. A másik Sublime, egy bakteriális létforma, más néven maga a Kick drog.

### "A létezés egy magasabb szintje"
Quentin azonban nem volt igazán halott. Félig eleven energia alakjában a Bestia laborjában maradt. Egy lehetséges jövőt bemutató történetben Quentin mindezek után arra rendeltetett, hogy a Főnix erő avatarja legyen. A 15104-es Föld-ön egy fiatal fiú, aki Jean Grey Főnix kosztümjéhez hasonló öltözéket visel jelenik meg Jean-nek. Feltételezhetően ő Quentin, mert ugyanolyan hajviseletet hord, mint Quire a halála előtt, sőt Jean úgy tűnik felismeri őt.

### Phoenix: Endsong
Pár hónappal később, mikor a Főnix erő visszatért a Földre, megérezte Quentint és megvizsgálta. Habár nem a fő Marvel univerzumban az Erő nem őt választotta következő avatarjának, a találkozás öntudatához térítette a fiút és helyreállította a testét.
Quentin megkereste és újra-konstruálta Sophie testét, de képtelen volt befejezni az eljárást, hogyhogy elindult megkeresni a Főnix erőt. Quire úgy találta, hogy a Főnix, ami feltámasztotta Jean Greyt vonzódik Küklopszhoz ezért csatába szállt az X-Mennel, hogy előcsalja. A Főnix Erő teste akkor épp Küklopsz aktuális szeretője, Emma Frost testén osztozott és tulajdonképpen mind a férfit, mind a nőt fogva tartotta, azonban a kölcsönös köteléktől ő sem szabadulhatott. Quentin megtörte ezt a rabságot és a Főnixet arra kérte, hogy élessze fel Sophie-t, amit az meg is tett.
Sophie azonban továbbra is undorodott tőle (vagy a tetteitől) és inkább a halált választotta mint Quire szerelmét.
Quentin kiborult, a Főnix pedig otthagyta, had szenvedjen. Túl sok erőt vesztetten Quentin bocsánatot kért az X-Mentől a meggondolatlan viselkedéséért és visszatért nem-testi állapotához Bestia laborjában.
A Phoenix: Warsong című folytatásban Kid Omega emberi alakjában jelenik meg újra.

## Képességek
A New X-Men-ben Quentint haladó kognitív és telepatikus erői képessé teszik, hogy felgyorsult arányokban szervezze gondolatait, nyíltan, vagy titokban manipulálja mások elméjét, ellenálljon a gondolatolvasásnak, és megbénítson számos ráirányuló pszichés behatást. Emma Frost egy alkalommal kijelentette, hogy Quentin elméje több ezer briliáns gondolatot dolgoz fel egyetlen másodperc alatt.
A Phoenix: Endsong-ban Quentin hatalmas telekinetikus erőket hozott mozgásba, a robbanás, ami összetörte a félig-élő alakját bezáró tárolóedényt, az egész Xavier iskolában hallható volt. Kiemelte Sophie testét a földből, rekonstruálta, és szuperszonikus sebességgel repült. Ismeretlen, hogy ezek a saját rejtett képességei voltak e, vagy a Főnix Erő adományai. A New X-Men sorozatban nem adta a jelét, hogy lennének telekinetikus képességei.

## X-Men: Az ellenállás vége
Az X-Men: Az ellenállás vége című filmben a teste felületén tollak sarjadtak, a nevét csak Kid Omega néven említik, nem mint Quentin Quire-t. Ez a "Kid Omega" valójában a képregényekben szereplő Quill, a magyar fordításban megjelenő Új Világ X-Men képregényben pedig „Csőr” néven ismert mutáns (Barnell Bohusk). A filmben Jean Grey megöli.